# Bruce Bochy
Bruce Douglas Bochy ( /ˈboʊtʃi/; nacido el 16 de abril de 1955), apodado "Boch" y "Headly", es un jugador y gerente de béisbol profesional estadounidense de los Texas Rangers de las Grandes Ligas de Béisbol (MLB). Dirigió a los Padres de San Diego de 1995 a 2006 y a los Gigantes de San Francisco de 2007 a 2019. Durante su carrera como jugador, Bochy fue receptor de los Astros de Houston, los Mets de Nueva York y los Padres de San Diego. Antes de convertirse en el mánager de los Giants, fue mánager de los Padres durante 12 temporadas. Bochy llevó a los Giants a tres campeonatos de la Serie Mundial y anteriormente llevó a los Padres a una aparición en la Serie Mundial. Bochy es el undécimo mánager en la historia de la MLB en lograr 2,000 victorias. El 1 de noviembre de 2023 consiguió nuevamente el campeonato en la serie mundial de Baseball, dirigiendo a los rangers de Texas. En total, ha logrado cuatro campeonatos como Mánager en MLB.
Bochy es el único exjugador de los Padres que se desempeñó como gerente del equipo de manera no interina. Participó en las primeras cinco apariciones en postemporada en la historia de los Padres, como receptor suplente en 1984 y como su mánager en 1996, 1998, 2005 y 2006. En 1998, llevó a los Padres a su primer banderín de la Liga Nacional (NL) en 14 años; sin embargo, perdieron la Serie Mundial de 1998 ante los Yankees de Nueva York.
Bochy llegó a la Serie Mundial por segunda vez como mánager de los Giants de 2010, esta vez en un esfuerzo por ganar sobre los Texas Rangers, y trajo el primer Campeonato de la Serie Mundial a casa en la ciudad de San Francisco; fue el primero de la franquicia de los Giants desde 1954. Dos años más tarde, en la Serie Mundial de 2012, al barrer a los Tigres de Detroit, Bochy llevó a los Gigantes a su segunda victoria en el Campeonato de la Serie Mundial en tres años. Llegó a la Serie Mundial por cuarta vez, en 2014, y logró su tercer Campeonato Mundial en cinco años, esta vez liderando a los Giants sobre los Kansas City Royals en siete juegos.
Bochy fue el primer mánager nacido en el extranjero en llegar a la Serie Mundial (1998) y el primer mánager nacido en Europa en ganar la Serie Mundial (2010). El 23 de julio de 2013, se convirtió en el entrenador número 21 con 1500 victorias. El 10 de abril de 2017, Bochy superó a Dusty Baker con la mayor cantidad de victorias en la parte de la costa oeste de la historia de los Giants. Es el único mánager en la historia de las Grandes Ligas en ganar al menos 900 juegos con dos equipos diferentes.

## Primeros años de vida
Bochy es uno de los siete jugadores de Grandes Ligas nacidos en Francia (en Bussac-Forêt, Charente-Maritime ), donde su padre, el Sargento Mayor Gus Bochy estaba destinado como suboficial del ejército de los Estados Unidos en ese momento. Al crecer, Bochy se mudó con su familia a la Zona del Canal de Panamá, Carolina del Sur, el norte de Virginia y, finalmente, Melbourne, Florida.
Bochy se graduó de Melbourne High School, donde fue compañero de equipo de béisbol de Darrell Hammond de Saturday Night Live. Fue seleccionado por los Medias Blancas de Chicago en la octava ronda del draft amateur de 1975, pero no firmó. Asistió a Brevard Community College (más tarde conocido como Eastern Florida State College) durante dos años con una beca parcial, ganando un campeonato estatal en 1975, antes de comprometerse a jugar béisbol para Eddie Stanky en South Alabama, pero decidió convertirse en profesional cuando los Astros de Houston lo seleccionaron en la primera ronda (24 en general) en el Draft Suplementario de 1975.

## Carrera profesional
Como receptor, Bochy jugó con los Astros de Houston (1978–80), los Mets de Nueva York (1982) y los Padres de San Diego (1983–87). En 802 turnos al bate en su carrera, bateó .239 con 26 jonrones. Con los Astros, principalmente respaldó a Alan Ashby. Bochy fue cambiado a los Mets el 11 de febrero de 1981 por dos jugadores de ligas menores. Dos años después, los Mets lo liberaron y firmó con los Padres como agente libre. Con los Padres, fue el suplente de Terry Kennedy de 1983 a 1986 y el receptor novato Benito Santiago en 1987. En 1988, Bochy pasó su última temporada jugando en Triple-A Las Vegas, donde se desempeñó como jugador-entrenador, bateando .231 en 53 juegos.
Con los Astros, Bochy estaba detrás del plato en el Juego 4 de la Serie de Campeonato de la Liga Nacional de 1980 contra los Filis de Filadelfia cuando Pete Rose atropelló a Bochy para anotar la carrera de la ventaja en la parte alta de la décima entrada. Bochy fue el respaldo de Terry Kennedy cuando los Padres ganaron su primer banderín de la Liga Nacional en 1984, y jugó en un juego en la Serie Mundial de 1984, que los Padres perdieron en cinco juegos ante los Tigres de Detroit. El 1 de julio de 1985, Bochy conectó un jonrón de salida en la décima entrada ante Nolan Ryan de los Astros de Houston, el único jonrón de salida permitido en la carrera de Ryan. Bochy estaba detrás del plato el 11 de septiembre de 1985, cuando Pete Rose, ahora con los Rojos de Cincinnati, recolectó su hit número 4,192 en las Grandes Ligas ante el lanzador de los Padres, Eric Show .

## Gestión de carrera

### Ligas menores
Después de retirarse como jugador, Bochy fue contratado por el gerente general de los Padres, Jack McKeon, para administrar su sistema de ligas menores. Comenzó la temporada de 1989 asistiendo al Riverside Red Wave de Clase A antes de irse para administrar a los Spokane Indians de Clase A de temporada corta, llevándolos a su tercer campeonato consecutivo. En 1990, Bochy asumió el cargo de gerente de Red Wave y terminó con un récord de 64–78. En 1991, Bochy siguió al equipo a Adelanto, California, donde se convirtieron en los High Desert Mavericks y los llevó a un récord de 73–63 y al título de la Liga de California. En 1992, Bochy fue ascendido a entrenador de los Wichita Wranglers Doble-A, lo que los llevó al título de la Liga de Texas ese año.

### Padres de San Diego (1995-2006)
Después de cuatro años de administrar sus equipos de ligas menores, los Padres de San Diego eligieron a Bochy para que fuera el entrenador de tercera base del equipo con el nuevo gerente Jim Riggleman en 1993. Tras la partida de Riggleman después de la temporada de 1994, los Padres nombraron a Bochy como su nuevo mánager para la temporada de 1995. A los 39 años, Bochy se convirtió en el mánager más joven de la Liga Nacional y ayudó a los Padres a mejorar de 47–70 en 1994 a 70–74 en su año de novato.

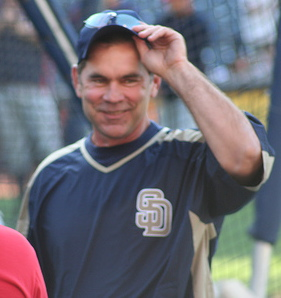
Bochy con los Padres en 2006

En 1996, su segunda temporada, Bochy llevó a los Padres a un récord de 91–71 y su segundo título de la división Oeste de la Liga Nacional en la historia de la franquicia, ganando los honores de Gerente del Año de la Liga Nacional de Bochy y Gerente del Año de la Liga Nacional de Sporting News. En 1998, Bochy llevó a los Padres a un récord de 98–64, el mejor de la franquicia, y al segundo banderín de la Liga Nacional en la historia de los Padres, ganando los honores de Gerente del Año de Sporting News por segunda vez. Los Padres fueron barridos en cuatro juegos en la Serie Mundial de 1998 por los Yankees de Nueva York.
Después de la Serie Mundial, los Padres redujeron drásticamente la nómina y sufrieron cinco temporadas perdedoras consecutivas. En 2005 y 2006, Bochy llevó a los Padres a títulos consecutivos del Oeste de la Liga Nacional por primera vez en la historia de la franquicia, pero perdieron ante los Cardenales de San Luis en la Serie Divisional cada año. El relevista Trevor Hoffman salvó 457 juegos administrados por Bochy, la mayor cantidad de salvamentos de un lanzador bajo un solo mánager en la historia de las Grandes Ligas, según NBC Sports Bay Area. Después de la temporada 2006, el nuevo director ejecutivo de los Padres, Sandy Alderson, prefirió tener un mánager más joven, por lo que permitió que el gerente general de los Gigantes, Brian Sabean, entrevistara a Bochy para su puesto vacante.
Bochy dejó a los Padres por los Gigantes después de la temporada 2006. Terminó su carrera en los Padres con un récord de temporada regular de 951–975 y un récord de postemporada de 8–16. Bochy tiene la mayor cantidad de juegos manejados en la historia de los Padres y con eso, la mayor cantidad de victorias y derrotas. En 12 temporadas con Bochy, los Padres tuvieron cinco temporadas ganadoras y ganaron cuatro títulos del Oeste de la Liga Nacional y un banderín de la Liga Nacional. Mientras estuvo con los Padres, Bochy también dirigió a los MLB All-Stars de 2004 y 2006 en la Major League Baseball Japan All-Star Series .

### Gigantes de San Francisco (2007-2019)

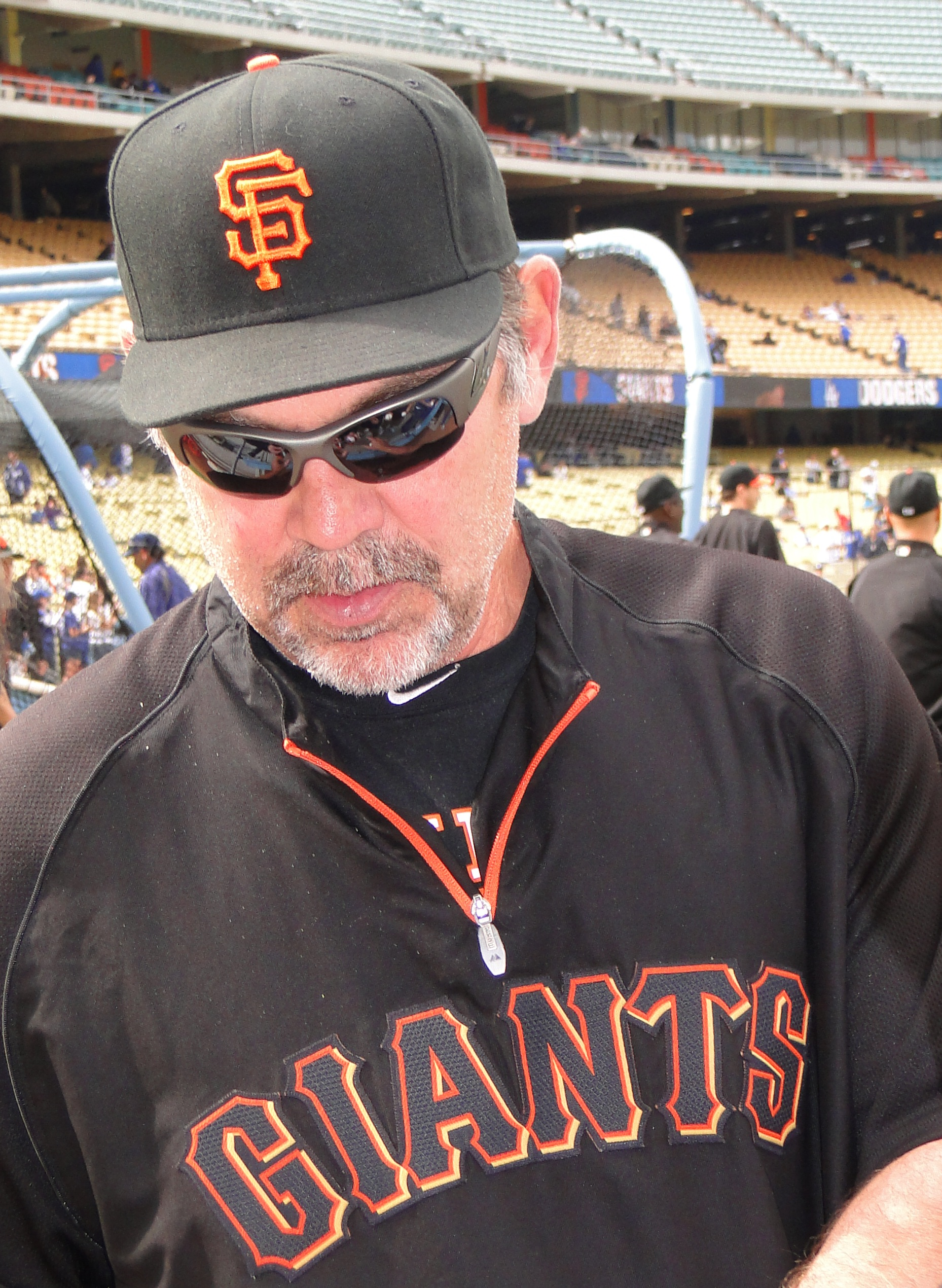
Bochy con los Giants en abril de 2011

Bochy acordó un contrato de tres años para reemplazar a Felipe Alou y convertirse en el nuevo gerente de los Gigantes el 27 de octubre de 2006. El 8 de agosto de 2007, ganó su juego número 1000 como entrenador en una victoria de 5-0 sobre los Nacionales de Washington. Después de dos temporadas de más de 90 derrotas en 2007 y 2008, los Gigantes se recuperaron para terminar 88-74 en 2009 y permanecieron en la carrera por los playoffs hasta septiembre detrás de un cuerpo de lanzadores con la segunda efectividad más baja en las Grandes Ligas. Después de la temporada, Bochy recibió un nuevo contrato de dos años con una opción para 2012.
En 2010, los Gigantes terminaron 92–70 y lograron su primer título de la División Oeste de la Liga Nacional desde 2003 en el último día de la temporada regular contra los Padres. El "grupo de descartados e inadaptados" de Bochy derrotó a los Bravos de Atlanta en la SDLN de 2010 y al dos veces campeón reinante de la Liga Nacional (que había ganado una Serie Mundial durante ese período) a los Filis de Filadelfia en la SDLN. Los Gigantes derrotaron a los Texas Rangers en cinco juegos en la Serie Mundial de 2010, trayendo el primer campeonato de la Serie Mundial a San Francisco y el primer título de los Gigantes desde 1954 cuando el equipo tenía su sede en la ciudad de Nueva York. Después de la temporada, los Giants ejercieron la opción de contrato de 2012 de Bochy.
En 2011, los Gigantes terminaron 86–76 y se perdieron los playoffs. Después de la temporada, los Giants extendieron el contrato de Bochy hasta 2013, con una opción para 2014. En 2012, los Gigantes aseguraron el Oeste de la Liga Nacional por segunda vez en tres años contra los Padres, terminando con un récord de 94–68. En la postemporada, los Gigantes se quedaron atrás de los Cincinnati Reds 0-2 en la SDLN de 2012 antes de ganar tres juegos consecutivos para evitar la eliminación. En la SCLN, los Gigantes quedaron detrás de los Cardenales de San Luis tres juegos a uno, pero nuevamente ganaron tres juegos de eliminación consecutivos para hacerse con su segundo banderín de la Liga Nacional en tres temporadas. Los Giants barrieron la Serie Mundial de 2012 contra los Detroit Tigers en cuatro juegos. Después de la temporada, Bochy dijo que el lema de 2012 era "nunca digas morir".
Antes de la temporada 2013, los Gigantes extendieron el contrato de Bochy hasta 2016. Bochy se convirtió en el entrenador número 21 con 1500 victorias el 23 de julio de 2013. Los Gigantes terminaron la temporada 76–86 y se perdieron los playoffs en 2013. Cuando Jim Leyland se retiró después de la temporada 2013, Bochy se convirtió en el líder activo en victorias de la MLB con 1530. En 2014, Bochy se convirtió en el decimonoveno mánager en llegar a 1600 victorias el 27 de agosto y también se convirtió en el líder de todos los tiempos de la División Oeste de la Liga Nacional en victorias como mánager, superando al mánager de Los Angeles Dodgers, Tommy Lasorda, por esa distinción, desde la instalación del juego de división en 1969.
Con un récord de 88–74, los Gigantes llegaron a la postemporada de 2014 como el segundo equipo comodín. Durante un punto bajo de la temporada regular, Bochy les dijo a sus jugadores que tenían "sangre de campeón", refiriéndose a los campeonatos de 2010 y 2012 de los Gigantes. Después de derrotar a los Piratas de Pittsburgh en el Juego de Comodines de la Liga Nacional, los Gigantes vencieron a los muy favorecidos Nacionales de Washington tres juegos a uno en la SDLN y a los Cardenales de St. Louis cuatro juegos a uno en la Serie de Campeonato de la Liga Nacional para su tercer banderín de la Liga Nacional en cinco años. El "grupo de guerreros" de Bochy derrotó a los Kansas City Royals para ganar la Serie Mundial de 2014, una serie que duró los siete juegos completos. Bochy se convirtió en el décimo mánager en la historia de la MLB en ganar tres campeonatos, con los nueve anteriores todos incluidos en el Salón de la Fama.

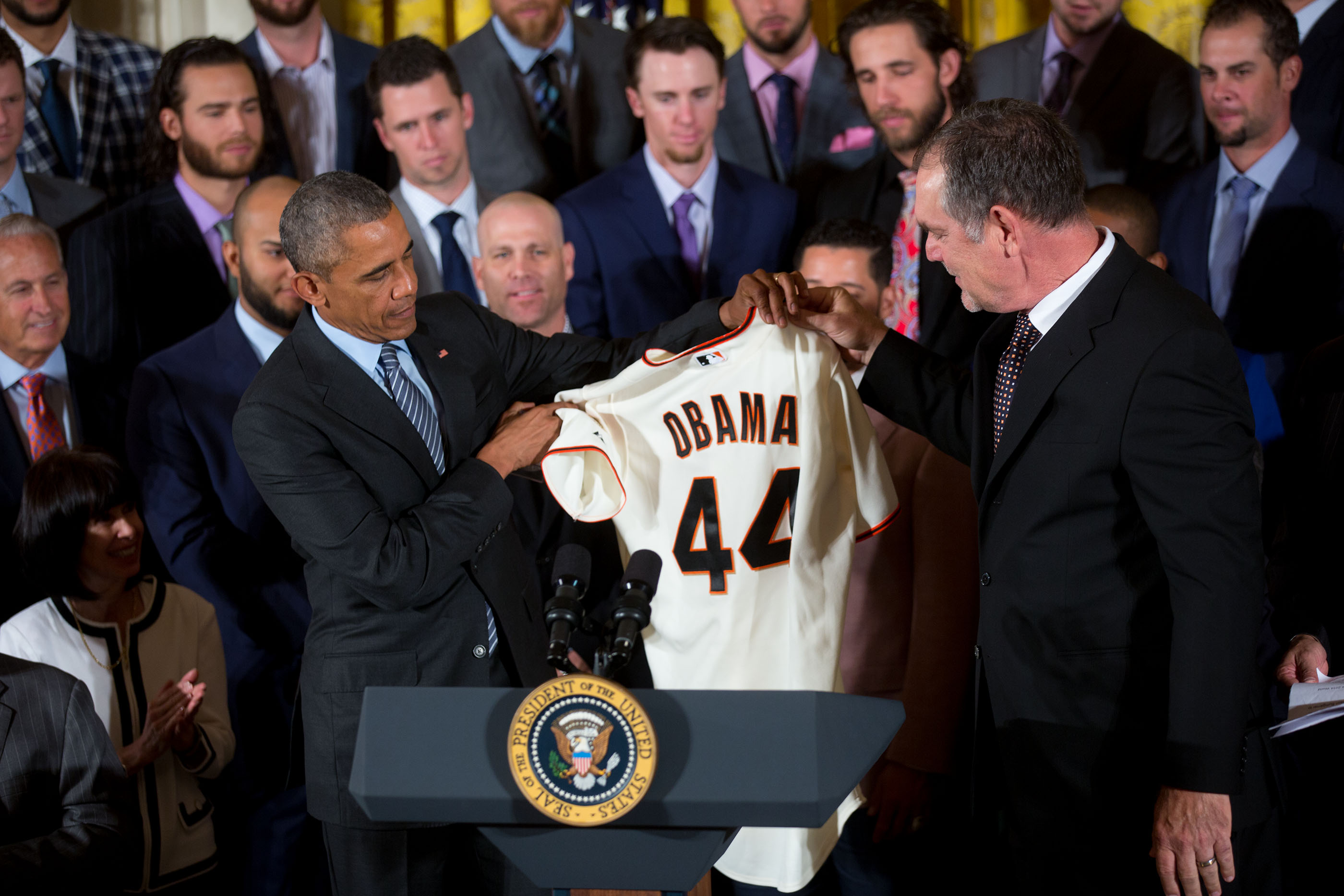
Bochy (derecha) le regala a Barack Obama una camiseta personalizada de los Gigantes en la Casa Blanca en 2015

El 3 de abril de 2015, los Gigantes anunciaron que Bochy había firmado una extensión de contrato hasta la temporada 2019. El 10 de junio de 2015, Bochy registró su victoria número 700 como entrenador de los Gigantes, lo que lo convierte en el cuarto en la historia en ganar al menos 700 juegos para dos equipos diferentes, uniéndose a Sparky Anderson, Tony La Russa y Jim Leyland. El hito llegó la misma noche en que Chris Heston lanzó un juego sin hits para los Giants, el quinto juego sin hits de los Gigantes con Bochy ( Jonathan Sánchez en 2009; el juego perfecto de Matt Cain en 2012; y Tim Lincecum en 2013 y 2014). El 27 de septiembre de 2015, Bochy se convirtió en el decimosexto entrenador en registrar 1700 victorias. Los Giants terminaron con un récord de 84–78 y se perdieron los playoffs en 2015.
El 26 de junio de 2016, Bochy registró su victoria número 800 como entrenador de los Gigantes. El 30 de junio, Bochy se convirtió en el primer entrenador desde 1976 en renunciar intencionalmente al bateador designado, lo que permitió a Madison Bumgarner batear por sí mismo contra los Atléticos de Oakland. Con un récord de 87–75, los Gigantes llegaron a la postemporada de 2016 como el segundo equipo comodín y se aseguraron el último día de la temporada regular. Los Gigantes derrotaron a los Mets de Nueva York 3-0 en el Juego de Comodines de la Liga Nacional, su undécima victoria consecutiva en la serie de postemporada, que se remonta a 2010. Los Gigantes perdieron la SDLN de 2016 en cuatro juegos ante los Chicago Cubs, su primera derrota en una serie de postemporada con Bochy.
El 9 de abril de 2017, en Petco Park, en una victoria por 5-3 sobre los Padres de San Diego, Bochy ganó su juego número 840 como entrenador de los Giants, empatando a Dusty Baker con la mayor cantidad de victorias en la parte de la costa oeste de la historia de los Gigantes. Al día siguiente, en el primer partido en casa de los Gigantes en AT&T Park y una victoria por 4-1 sobre los Diamondbacks de Arizona, Bochy superó a Baker para convertirse en el líder de victorias gerenciales de todos los tiempos de los Gigantes de San Francisco. El 3 de mayo de 2017, Bochy se convirtió en el decimoquinto entrenador en alcanzar las 1800 victorias. El 25 de septiembre en Chase Field, en una victoria por 9-2 sobre los Diamondbacks de Arizona, Bochy ganó el juego número 900 de su carrera como entrenador de los Gigantes de San Francisco, lo que lo convirtió en el primer entrenador en la historia de las Grandes Ligas en ganar 900 juegos con dos equipos diferentes. Se esperaba que fueran contendientes a la postemporada en 2017, pero los Gigantes cayeron a 64–98, igualando el peor récord de Bochy como gerente y el peor de los Gigantes desde 1985.
El 29 de julio de 2018, Bochy registró la victoria número 1906 de su carrera como entrenador, superando a Casey Stengel en el puesto 11 en la lista de victorias de carrera de la MLB. Numerosas lesiones y una ofensiva de bajo rendimiento dieron como resultado que los Gigantes terminaran 73–89 en 2018. Con la renuncia de Mike Scioscia como mánager de Los Angeles Angels el último día de la temporada 2018 de la MLB, Bochy ingresó a la temporada 2019 como el mánager con más tiempo en la Major League Baseball.
El 18 de febrero de 2019, Bochy anunció que se retiraría tras la conclusión de la temporada 2019. El 4 de junio en el Citi Field, en una victoria por 9-3 sobre los Mets de Nueva York, Bochy ganó su juego número 1000 como entrenador de los Giants. Bochy se convirtió en el mánager número 25 en ganar 1,000 juegos con un equipo y también se une a John McGraw como los dos únicos mánagers en la historia de la franquicia de los Gigantes en alcanzar el hito y el primero en San Francisco. El 25 de agosto de 2019, Bochy logró el juego número 4000 de su carrera. Es solo el octavo entrenador en administrar 4,000 juegos. El 18 de septiembre de 2019, Bochy ganó el partido número 2000 de su carrera como entrenador. Es el undécimo técnico en ganar 2.000 partidos. Los otros diez entrenadores están todos en el Salón de la Fama.
Bochy terminó su carrera como entrenador de los Gigantes con un récord de temporada regular de 1052-1054 y un récord de postemporada de 36-17. En 13 temporadas con Bochy, los Gigantes tuvieron siete temporadas ganadoras, cuatro apariciones en playoffs y tres banderines de la Liga Nacional y campeonatos de Serie Mundial. Después de retirarse como gerente, Bochy ocupó un puesto de oficina principal con los Gigantes.
El 9 de diciembre de 2019, Bochy fue nombrado Gerente de la selección nacional de béisbol de Francia.

### Texas Rangers
El 21 de octubre de 2022, los Texas Rangers contrataron a Bochy como su nuevo gerente y el 29 en la historia de la franquicia. También es el primer entrenador en la era de las dos ligas en haber manejado más de 4000 juegos en una liga antes de manejar un solo juego en la otra, ya que este fue su primer trabajo gerencial en la Liga Americana. Es el segundo entrenador en la era de las dos ligas después de Dusty Baker que ha dirigido más de 3000 juegos en una liga antes de manejar un solo juego en la otra.
El 1 de noviembre de 2023, Bochy ganó su cuarto título de Serie Mundial, dándole el primer campeonato de la franquicia a los Texas Rangers superando 4-1 a los Arizona Diamondbacks.

## Vida personal
Bochy es el tercero de cuatro hijos. Su hermano mayor, Joe, fue receptor en el sistema de los Mellizos de Minnesota y luego trabajó como cazatalentos profesional para los Padres y los Gigantes.
Bochy conoció a su esposa, Kim Seib, mientras estaba en Brevard Community College en 1975 y se casaron en 1978. Residen en Poway, California y tienen dos hijos, Greg y Brett. Greg Bochy pasó varias temporadas jugando béisbol de ligas menores en el sistema de los Padres de San Diego. El hijo menor de Bochy, Brett Bochy, fue reclutado por los Gigantes en 2010. Brett fue llamado a las mayores el 2 de septiembre de 2014, convirtiendo a Bruce en el séptimo mánager en la historia de la MLB en manejar a su propio hijo. El 13 de septiembre de 2014, Bruce se convirtió en el primer mánager en darle el balón a su hijo saliendo del bullpen.
Bochy es conocido por tener uno de los tamaños de gorra más grandes en las Grandes Ligas de Béisbol. Con Houston, su apodo era "Headly", debido a su cabeza inusualmente grande, con una medida de tamaño de sombrero de 81⁄8 . Cuando se unió a los Mets en 1982, no tenían un casco que le quedara bien, y tuvieron que enviar por los que estaba usando en las menores.
El 19 de febrero de 2015, Bochy se sometió a una angioplastia para insertar dos stents en un vaso sanguíneo que estaba bloqueado en un 90 por ciento. El 8 de agosto de 2016, Bochy fue hospitalizado durante la noche por latidos cardíacos irregulares y se sometió a un procedimiento de cardioversión, perdiéndose un juego. El 18 de abril de 2017, Bochy se sometió a una ablación cardíaca menor para reducir las molestias, principalmente debido a un aleteo auricular, y se perdió dos juegos. Después de la temporada 2017, Bochy se sometió a otro procedimiento de ablación para tratar una fibrilación auricular.
En mayo de 2011, Bochy ganó el premio Ronald L. Jensen a la trayectoria, que aceptó en los premios nacionales de deportes juveniles de Positive Coaching Alliance . En 2011, el campo de béisbol de Brevard Community College recibió el nombre de Bruce Bochy Field en su honor. En 2015, Bochy lanzó A Book of Walks (ISBN 978-0985419035 ), describiendo sus paseos favoritos por San Francisco y otras ciudades de las grandes ligas.
Bochy ha calificado a Johnny Bench como la primera opción en la lista "Sus cinco mejores receptores de todos los tiempos", con los siguientes en orden descendente: Carlton Fisk, Yogi Berra, Thurman Munson e Iván Rodríguez.